# Вестлејк (Тексас)
Вестлејк (енгл. Westlake) град је у америчкој савезној држави Тексас. По попису становништва из 2010. у њему је живело 992 становника.

## Демографија
Према попису становништва из 2010. у граду је живело 992 становника, што је 785 (379,2%) становника више него 2000. године.
| Група             | 2000.       | 2010.       |
| Белци             | 195 (94,2%) | 821 (82,8%) |
| Афроамериканци    | 5 (2,4%)    | 25 (2,5%)   |
| Азијати           | 0 (0,0%)    | 93 (9,4%)   |
| Хиспаноамериканци | 2 (1,0%)    | 48 (4,8%)   |
| Укупно            | 207         | 992         |